# Anund III il Russo
Anund III (II) Gårdske il Russo (fl. XI secolo) fu re di Svezia dal 1070 al 1075.

## Biografia
Menzionato solo da Adamo di Brema, si conosce molto poco di questo sovrano. Le sue origini lo fanno risalire ad un re non appartenente alla propria gente. Il suo vero nome è sconosciuto, Anund era un soprannome che le popolazioni della Svezia davano ad una persona quando il suo nome era di difficile pronuncia (Anund Jacob, per esempio), mentre il cognome Gårdske dimostrava che il re proveniva da Garðaríki. Si suppone che Anund vivesse in Russia però apparteneva al Casato di Stenkil.
Quando il re Halsten Stenkilsson fu deposto dal trono di Svezia, gli svedesi offrirono la corona ad Anund Gårdske, ma probabilmente egli non andò mai in Svezia, per prendere possesso dell'incarico. Successivamente nel 1075, il popolo svedese lo depose e face salire al trono Haakon il Rosso.